# ТЕС Ньюпорт
ТЕС Ньюпорт — теплова електростанція на південному сході Австралії.

## Черга А
Розвиток генеруючого майданчика в південній частині Мельбурну почався зі станції А, що стала до ладу в 1918 році та призначалась для забезпечення потреб залізниці. Вона отримала 24 парові котли з ланцюговою решіткою, які через спільний колектор живили 6 парових турбін — 4 потужністю по 12,5 МВт та 2 з показниками по 14 МВт, що забезпечувало загальну потужність у 78 МВт. За іншими даними, станція А мала 4 турбіни по 15 МВт і 2 турбіни по 12,5 МВт.
У 1948-му почалась модернізація, під час якої дві турбіни потужністю по 12,5 МВт замінили на спарку із парових турбін потужністю 30 МВт та 35 МВт, що працювала на спільний генератор (отримала номер А2+А4), що довело загальний показник черги до 125 МВт. Також є відомості, що в межах модернізації станція А отримала 4 пиловугільні котли.
Черга А використовувала для охолодження воду з нижньої секції річки Ярра, на західному березі якої є майданчик ТЕС.
Видача електроенергії відбувалась під напругою 20 кВ до тягової підстанції залізниці штату Вікторія.

## Черги В та С
Черга В, яку ввели в дію у 1923 році з метою забезпечення потреб міста Мельбурн, отримала дві парові турбіни потужністю по 15 МВт (станційні номери 1 та 2). У 1939-му ввели в дію 5 додаткових парових котлів (є відомості, що загальна їх кількість досягнула 10) та парову турбіну потужністю 30 МВт (номер 3). Оскільки станція В мала надлишок виробництва пари, на тлі початку Другої світової війни та відтермінування планів будівництва черги С додали парову турбіну потужністю 22 МВт (отримала станційний номер 8), що довело загальний показник станції В до 82 МВт.
Подальший розвиток майданчика забезпечила станція С, запуск першої турбіни якої первісно планувався на 1940 рік. Воєнний час вніс корективи і перша турбіна потужністю 30 МВт стала до ладу лише в 1945 році, за чим ввели ще три у 1947, 1948 та 1950 роках (турбоагрегати черги отримали номери від 4, 5 та 6+7), що довело загальний показник станції до 120 МВт. Живлення турбін забезпечували 8 котлів продуктивністю по 79 тонн пари на годину.
Також є відомості, що станом на 1953 рік три черги електростанції в сукупності могли видавати 327 МВт.

## Черга D
У 1980 році на майданчику ТЕС ввели в дію чергу D, що отримала один паровий котел та одну парову турбіну потужністю 510 МВт. Як паливо нова черга споживала природний газ, що на той час надходив до Мельбурну по трубопроводу Лонгфорд – Мельбурн (за два десятиліття також почались поставки через газопровід Айона – Мельбурн).
Запуск станції D дозволив того ж 1980 року вивести з експлуатації останнє обладнання попередніх вугільних черг.
Для видалення продуктів згоряння станція D отримала димар заввишки 183 метри.